# Fülöp Mihály (vívó)
Fülöp Mihály Lajos (Budapest, 1936. április 10. – Budapest, 2006. szeptember 26.) világbajnok, olimpiai bronzérmes magyar tőrvívó, edző.

## Pályafutása

### Sportolóként
1946-tól az UTE, illetve a Budapesti Dózsa, 1953-tól az Elektromos, majd 1959-től az Újpesti Dózsa vívója volt. Tőr- és párbajtőrvívásban versenyzett, 1955-től 1962-ig mindkét fegyvernemben magyar válogatott volt, de jelentős eredményeket tőrvívásban ért el. Két olimpián vett részt, a magyar tőrcsapat tagjaként 1956-ban harmadik, 1960-ban negyedik helyezést ért el. Legjobb egyéni eredményét az 1957. évi párizsi világbajnokságon érte el, ahol tőr egyéniben és a Czvikovszky Ferenc, Fülöp Mihály, Gyuricza József, Kamuti Jenő, Tilli Endre összeállítású magyar tőrcsapat tagjaként is aranyérmet nyert. Az aktív sportolástól 1962-ben vonult vissza.

### Edzőként
A Testnevelési Főiskolán 1972-ben vívó szakedzői, 1977-ben vívó mesteredzői oklevelet szerzett. 1960-tól 1975-ig az Újpesti Dózsa vezetőedzője, 1966-tól 1972-ig egyúttal a magyar öttusa-válogatott vívómestere lett. Tanítványai közül Rejtő Ildikó, Marosi Paula és Balczó András olimpiai bajnokok lettek. 1976-tól az OSC (Orvosegyetem Sport Club), 1981-től a kuvaiti Al-Qadsia, majd 1989-től a Budapesti Honvéd vívószakosztályának edzője volt.

## Sikerei, díjai
- olimpiai 3. helyezett (csapat: 1956)
- olimpiai 4. helyezett (csapat: 1960)
- kétszeres világbajnok (egyéni: 1957; csapat: 1957)
- világbajnoki 2. helyezett (csapat: 1955)
- világbajnoki 3. helyezett (csapat: 1959)
- világbajnoki 4. helyezett (csapat: 1958)
- kétszeres ifjúsági világbajnok (egyéni: 1956, 1957)
- ötszörös magyar bajnok (egyéni: 1955, 1957; csapat: 1955, 1956, 1962)